# Le Manteau (film, 1996)
Pour les articles homonymes, voir Le Manteau (homonymie).
Le Manteau est un téléfilm français réalisé par Robert Kramer sorti en 1996.

## Synopsis
Un cinéaste et un archéologue enquêtent sur l'histoire du manteau péruvien dérobé par un conquistador.

## Fiche technique
- Réalisation : Robert Kramer
- Scénario : Robert Kramer, d'après Le Manteau de Nicolas Gogol
- Sociétés de production : Institut National de l'Audiovisuel (INA), La Sept-Arte
- Pays de production :  France

## Distribution
- Nina Aiba	:
- Jean-Quentin Châtelain :
- Clémentine Delnik	:
- Juan Huerta :
- Rosario Rodríguez Flores :